# Camellia elongata
Camellia elongata är en tvåhjärtbladig växtart som först beskrevs av Alfred Rehder och E. H.Wilson, och fick sitt nu gällande namn av Alfred Rehder. Camellia elongata ingår i släktet Camellia och familjen Theaceae. Inga underarter finns listade i Catalogue of Life.